# Copa das Nações UNCAF de 2009
A Copa das Nações UNCAF 2009 foi a décima edição do torneio, que será disputado em Tegucigalpa, Honduras entre os dias 22 de janeiro e 1 de fevereiro. O torneio classificou os 5 primeiros colocados para a Copa Ouro da CONCACAF 2009.

## Nações Participantes
Todos os sete membros da UNCAF participam do torneio:
- Belize
- Costa Rica
- El Salvador
- Guatemala
- Honduras
- Nicarágua
- Panamá

## Sede
Todos os jogos foram disputados no Estadio Tiburcio Carias Andino em Tegucigalpa.

## Fase de Grupos

### Grupo A
| Time        | Pts | Col | V | E | D | GF | GC | SG |
| ----------- | --- | --- | - | - | - | -- | -- | -- |
| Honduras    | 9   | 3   | 3 | 0 | 0 | 8  | 2  | +6 |
| El Salvador | 4   | 3   | 1 | 1 | 1 | 5  | 4  | +1 |
| Nicarágua   | 2   | 3   | 0 | 2 | 1 | 3  | 6  | -3 |
| Belize      | 1   | 3   | 0 | 1 | 2 | 3  | 7  | -4 |

| 22 de Janeiro de 2009 | El Salvador       | 1 - 1     | Nicarágua  | Estadio Tiburcio Carias Andino, Tegucigalpa |
| 17:00 (UTC-6)         | Avilés 18' (g.c.) | Relatório | Medina 85' | Público: 20,000 Árbitro: Carlos Batres      |

| 22 de Janeiro de 2009 | Honduras                    | 2 - 1     | Belize       | Estadio Tiburcio Carias Andino, Tegucigalpa |
| 19:30 (UTC-6)         | Guevara 32', W.Martínez 61' | Relatório | Castillo 86' | Público: 20,000 Árbitro: Roberto Moreno     |

| 24 de Janeiro de 2009 | Belize    | 1 - 4     | El Salvador                                          | Estadio Tiburcio Carias Andino, Tegucigalpa |
| 15:00 (UTC-6)         | James 73' | Relatório | Pacheco 11' (pen), 30' (pen), Sánchez 75', Ayala 88' | Público: 900 Árbitro: Walter Quesada        |

| 24 de Janeiro de 2009 | Honduras                                                              | 4 - 1     | Nicarágua | Estadio Tiburcio Carias Andino, Tegucigalpa |
| 17:30 (UTC-6)         | Rodriguez 16', Solorzano 65' (g.c.), S. Martinez 73', W. Martinez 79' | Relatório | Reyes 30' | Público: 20,000 Árbitro: Carlos Batres      |

| 26 de Janeiro de 2009 | Nicarágua   | 1 - 1     | Belize     | Estadio Tiburcio Carias Andino, Tegucigalpa |
| 17:00 (UTC-6)         | Barrera 66' | Relatório | Roches 18' | Público: 8,000 Árbitro: Oscar Moncada       |

| 26 de Janeiro de 2009 | Honduras                           | 2 - 0     | El Salvador | Estadio Tiburcio Carias Andino, Tegucigalpa |
| 19:30 (UTC-6)         | Carlos Pavón 34' (pen), Chavez 73' | Relatório |             | Público: 20,000 Árbitro: Walter Quesada     |

### Grupo B
| Team       | Pld | W | D | L | GF | GA | GD | Pts |
| ---------- | --- | - | - | - | -- | -- | -- | --- |
| Costa Rica | 2   | 2 | 0 | 0 | 6  | 1  | +5 | 6   |
| Panamá     | 2   | 1 | 0 | 1 | 1  | 3  | -2 | 3   |
| Guatemala  | 2   | 0 | 0 | 2 | 1  | 4  | -3 | 0   |

| 23 de Janeiro de 2009 | Costa Rica                   | 3 - 0     | Panamá | Estadio Tiburcio Carias Andino, Tegucigalpa |
| 19:30 (UTC-6)         | Furtado 8', 15', Sunsing 55' | Relatório |        | Público: 2,000 Árbitro: Courtney Campbell   |

| 25 de Janeiro de 2009 | Guatemala | 1 - 3     | Costa Rica                           | Estadio Tiburcio Carias Andino, Tegucigalpa |
| 18:00 (UTC-6)         | López 51' | Relatório | Sánchez 34', Herrera 59', Segura 61' | Público: 3,000 Árbitro: Marco Rodríguez     |

| 27 de Janeiro de 2009 | Panamá     | 1 - 0     | Guatemala | Estadio Tiburcio Carias Andino, Tegucigalpa |
| 19:30 (UTC-6)         | Zapata 31' | Relatório |           | Público: 1,000 Árbitro: Joel Aguillar       |

## Fase Final

### Decisão de 5º lugar
| 29 de Janeiro de 2009 | Nicarágua       | 2 - 0     | Guatemala | Estadio Tiburcio Carias Andino, Tegucigalpa |
| 19:30 (UTC-6)         | Wilson 39', 85' | Relatório |           | Público: 150 Árbitro: Oscar Moncada         |

Nicarágua  classificada para a Copa Ouro da CONCACAF 2009

### Semi-finais
| 30 de Janeiro de 2009 | Costa Rica  | 3 - 0*¹   | El Salvador | Estadio Tiburcio Carias Andino, Tegucigalpa |
|                       | Furtado 13' | Relatório |             | Público: 2,500 Árbitro: Roberto Moreno      |

- ¹ - A partida foi ganha por 3x0 devido ao número insuficiente de jogadores em campo de El Salvador, pelo fato de dois terem sido expulsos do jogo e mais outros três terem sido lesionados.

| 30 de Janeiro de 2009 | Honduras | 0 - 1     | Panamá       | Estadio Tiburcio Carias Andino, Tegucigalpa |
| 20:00 (UTC-6)         |          | Relatório | Phillips 39' | Público: 20,000 Árbitro: Carlos Batres      |

### Decisão de 3º lugar
| 1 de Fevereiro de 2009 | Honduras     | 1 - 0     | El Salvador | Estadio Tiburcio Carias Andino, Tegucigalpa |
| 15:30 (UTC-6)          | Espinoza 30' | Relatório |             | Público: 900 Árbitro: Walter Quezada        |

## Final
| 1 de Fevereiro de 2009 | Panamá | 0 - 0 5 - 3 Pênaltis | Costa Rica | Estadio Tiburcio Carias Andino, Tegucigalpa |
| 18:00 (UTC-6)          |        | Relatório            |            | Público: 900 Árbitro: Carlos Batres         |

| Copa das Nações UNCAF 2009 |
| -------------------------- |
| Panamá (Primeiro Título)   |